# Всеукраїнська нарада з роботи серед нацменшин
Всеукраїнська нарада з роботи серед національних меншин 1930. Була скликана напередодні виборів до рад 1930 року за ініціативою ВУЦВК та Центрального комітету національних меншин (ЦКНМ). Проходила 27-30 листопада в Харкові. У роботі брали участь делегати з України, які репрезентували місцеві організації ЦКНМ та виконавчі органи національних адміністративно-територіальних одиниць, а також представники інших республік. Центральне місце в роботі наради посіли доповіді О.Глинського «Про стан нацменроботи та її перспективи», Є.Гірчака «Про культурне обслуговування національних меншин» та Григор'єва «Про колективізацію сільського господарства серед національних меншин». Доповіді показали стан тогочасної політичної, соціальної та культурної кризи, яку спричинила суцільна колективізація сільського господарства. Нарада констатувала існування в країні організованого протистояння політиці колективізації з боку «єдиного фронту національних меншин». За результатами обговорення доповідей нарада схвалила резолюції (затверджені Секретаріатом ВУЦВК 12 грудня 1930). Першочерговим завданням було визнано здійснення від 1931 загального обов'язкового початкового навчання, у зв'язку з цим названо низку технічних проблем, які стояли на заваді: зокрема, відсутність навчальної літератури мовами національних меншин та нестача педагогічних кадрів. Матеріали наради свідчать, що підпорядкування роботи серед національних меншин завданню здійснення в країні суцільної колективізації знецінило попередні досягнення цієї роботи, позбавило її підтримки з боку значної частки населення. Однак жоден із делегатів наради не висловився проти політики колективізації. Більшість економічних, соціальних і культурних проектів наради виявилися нежиттєздатними, оскільки зазначені в них заходи не підкріплювалися фінансово, а мали суто декларативний політичний характер.